# آواسلار
آواسلار (به ترکی استانبولی: Avsallar) شهری است در کشور ترکیه که در استان آنتالیا واقع شده‌است. جمعیت این شهر بر اساس سرشماری سال ۲۰۰۸ میلادی ۸٬۴۲۴ نفر و بر اساس برآوردهای سال ۲۰۰۹ میلادی ۸٬۹۹۹ نفر می‌باشد.